# James F. Dunnigan
James F. Dunnigan (* 8. August 1943 in Rockland County) ist ein amerikanischer Autor, Politikberater und Spieldesigner.

## Leben
Nach dem Abschluss der High School arbeitete er beim Militär als Reparaturtechniker. 1967 veröffentlichte er sein erstes Spiel (Jutland) noch bei Avalon Hill. 1969 gründete er Simulations Publications, wo er bis 1982 die meisten seiner Spiele verlegte, und 1970 schloss er das Studium zum Historiker an der Columbia University erfolgreich ab. Insgesamt schuf er über 100 Brettspiele, welche überwiegend dem Genre der Konfliktsimilationen zu vergangenen oder simulierten Kriege des 20. Jahrhunderts zuzurechnen sind. 1975 wurde er für seine Spiele mit der Aufnahme in die Clausewitz Hall of Fame geehrt.
James Dunnigan war zudem Berater und Referent beim Verteidigungsministerium der Vereinigten Staaten und United States Military Academy. 1985 zählte er in seiner Spielerstatistik zehn Millionen US-Militärangehörige, worunter sich 250.000 aktive Soldaten der Kampfeinheiten befanden. Viele seiner Spiele wurden in den PX-Läden der amerikanischen Streitkräfte (siehe US-Depot Gießen) vertrieben, gingen aber auch an „exklusive Kundschaft“ wie das Pentagon, die CIA und das israelische Militär und nach Aussage von ihm selbst sogar an die Rote Armee.
Er nahm im Mai 1980 an einer Konferenz mit führenden amerikanischen Militärs und den ehemaligen Wehrmachtsgenerälen Hermann Balck und Friedrich Wilhelm von Mellenthin teil, in welcher der Angriff überlegener sowjetischer Streitkräfte im Fulda Gap diskutiert und als Planspiel simuliert wurde. 1977 hatte er dazu schon das Spiel Fulda Gap: The First Battle of the Next War veröffentlicht. Dieses konnte nicht in Deutschland erworben werden. Als es in seinen Einzelheiten (mit der Option, Atombomben spielerisch einzusetzen) durch verschiedene Presseberichte ab 1982 in Deutschland thematisiert wurde, hat die Friedensbewegung es dazu benutzt, auf die akute Bedrohung der Bevölkerung durch Atomwaffen hinzuweisen.

## Werke (Auswahl)
- The Complete Wargames Handbook, 1979
  - The Complete Wargames Handbook: How to Play, Design and Find Them, überarbeitete Neuausgabe, William Morrow, 1992. ISBN 0-688-10368-5 (online )
  - Wargames Handbook: How to Play and Design Commercial and Professional Wargames, 3. Auflage, 2000. ISBN 0-595-15546-4
- How To Make War: A Comprehensive Guide To Modern Warfare,  1983
  - How to Make War: A Comprehensive Guide to Modern Warfare for the Post-Cold War Era, 3. Auflage, William Morrow, 1993. ISBN 0-688-12157-8
  - How to Make War: A Comprehensive Guide to Modern Warfare in the Twenty-first Century, 4. Auflage, HarperCollins, 2003.
- Digital Soldiers, St. Martin’s, 1996. ISBN 0-312-14588-8
- Dirty Little Secrets of the 20th Century: Myths, Misinformation, and Unknown Truths About the 20th Century, William Morrow, 1999. ISBN 0-688-17068-4
- The Perfect Soldier. Citadel, 2004. ISBN 0-8065-2416-2

## Spiele
- Jutland (1967)
- 1914 (1968)
- 1918 (1969)
- Anzio Beachhead (1969)
- Barbarossa (1969)
- Crete (1969)
- Deployment (1969)
- Flying Fortress (1969)
- Italy (1969)
- Korea (1969)
- Leipzig (1969)
- Normandy (1969)
- Tannenberg (1969)
- Up Against the Wall, Motherfucker (1969)
- Bastogne (1970)
- Chicago, Chicago! (1970)
- PanzerBlitz (1970)
- Grenadier (1971)
- Kursk (1971)
- Lost Battles (1971)
- Origins of World War II (1971)
- Strategy I (1971)
- USN (1971)
- American Revolution (1972)
- Breakout and Pursuit (1972)
- Combat Command (1972)
- Flying Circus (1972)
- France '40 (1972)
- Franco-Prussian War (1972)
- Moscow Campaign (1972)
- Origins of World War I (1972)
- Outdoor Survival (1972)
- Red Star/White Star (1972)
- Turning Point (1972)
- Wilderness Campaign (1972)
- Year of the Rat (1972)
- Ardennes Offensive (1973)
- Battles of Bull Run (1973)
- CA (1973)
- Desert War (1973)
- El Alamein (1973)
- Foxbat & Phantom (1973)
- Kampfpanzer (1973)
- NATO (1973)
- Napoleon at Waterloo (1973)
- Panzer Armee Afrika (1973)
- Scrimmage (1973)
- Sinai (1973)
- Sniper! (1973)
- Solomons Campaign (1973)
- Spitfire (1973)
- World War Two (1973)
- American Civil War (1974)
- Combined Arms (1974)
- Frigate (1974)
- Operation Olympic (1974)
- Patrol (1974)
- Tank (1974)
- The East is Red (1974)
- War in the East (1974)
- Wolfpack (1974)
- Battle for Germany (1975)
- Global War (1975)
- Invasion America (1975)
- Mech War '77 (1975)
- Oil War (1975)
- Panzer '44 (1975)
- Sixth Fleet (1975)
- The Fast Carriers (1975)
- War in the Pacific (1975)
- World War 3 (1975)
- World War I (1975)
- Wurzburg (1975)
- FireFight (1976)
- Panzergruppe Guderian (1976)
- Plot to Assassinate Hitler (1976)
- Revolt in the East (1976)
- Russian Civil War (1976)
- Strike Force (1976)
- War in Europe (1976)
- War in the West (1976)
- Fulda Gap (1977)
- Agincourt (1978)
- Brusilov (1978)
- Canadian Civil War (1978)
- The Next War (1978)
- Bulge (1979)
- Berlin '85 (1980)
- Dallas (1980)
- Demons (1980)
- Drive on Metz (1980)
- Empires of the Middle Ages (1980)
- Fifth Corps (1980)
- NATO Division Commander (1980)
- TimeTripper (1980)
- Wreck of the Pandora (1980)
- Light Infantry Division (1985)
- Tactical Combat Model (1985)
- Men-At-Arms (1990)
- Hundred Years War (1992)
- Victory at Sea (1992)